# Недель
Недель (рос. Недель) — річка в Україні, у Коростенському та Сарненському районах Житомирської та Рівненської областей, ліва притока Тризни.

## Опис
Довжина річки 16 км. Висота витоку річки над рівнем моря — 178 м; висота гирла над рівнем моря — 168 м; падіння річки — 10 м; похил річки — 0,63 м/км. Формується з багатьох безіменних струмків. Площа басейну 62,1 км².

## Розташування
Бере початок на південному заході від села Михайлівка. Спочатку тече на північний захід, а потім на північний схід. У межах села Біловіж впадає в річку Тризну, притоку Ствиги.

## Риби Неделі
У річці водяться щука звичайна, карась звичайний, окунь, пічкур та плітка звичайна.